# Damon Hill (cheval)
Pour l’article homonyme, voir Damon Hill.
Damon Hill  (né en 2000 et mort en décembre 2024) est un étalon de dressage de robe alezan brûlé et de race Westphalien. Il est en 2014 le second cheval de dressage le plus performant du monde d'après le classement de la FEI, derrière Valegro. C'est aussi le cheval de dressage ayant amassé le plus de gains dans la discipline en 2013. Il fait partie des trois chevaux de dressage à être passés au-dessus des 90 % en reprise libre en musique, avec Totilas et Valegro.

## Histoire
Il naît en 2000 à l'élevage de Heinrich Sauer, à Bad Sassendorf en Allemagne. Il est sacré premium lors des tests d'étalon de sa génération en 2002.  Très remarqué au Bundeschampionate de 2003, Damon Hill est médaillé de bronze l'année suivante, puis sacré champion du monde des chevaux de dressage de 5 ans en 2005. Damon Hill est la monture d'Ingrid Klimke pendant six ans, qui l'amène au niveau des Grands Prix, avant que la cavalière ne le confie à son élève Helen Langehanenberg, en 2010, à la suite d'une fracture de l'épaule.
En novembre 2014, son propriétaire Christian Beck annonce la fin de son partenariat avec Helen Langehanenberg, et garde l'étalon pour la reproduction, les rumeurs de vente s'étant révélées erronées.
Damon Hill meurt en décembre 2024 à l'âge de 24 ans.

## Description
Damon Hill est un étalon de robe alezan brûlé, inscrit au stud-book du Westphalien. Il toise 1,65 m.

## Palmarès

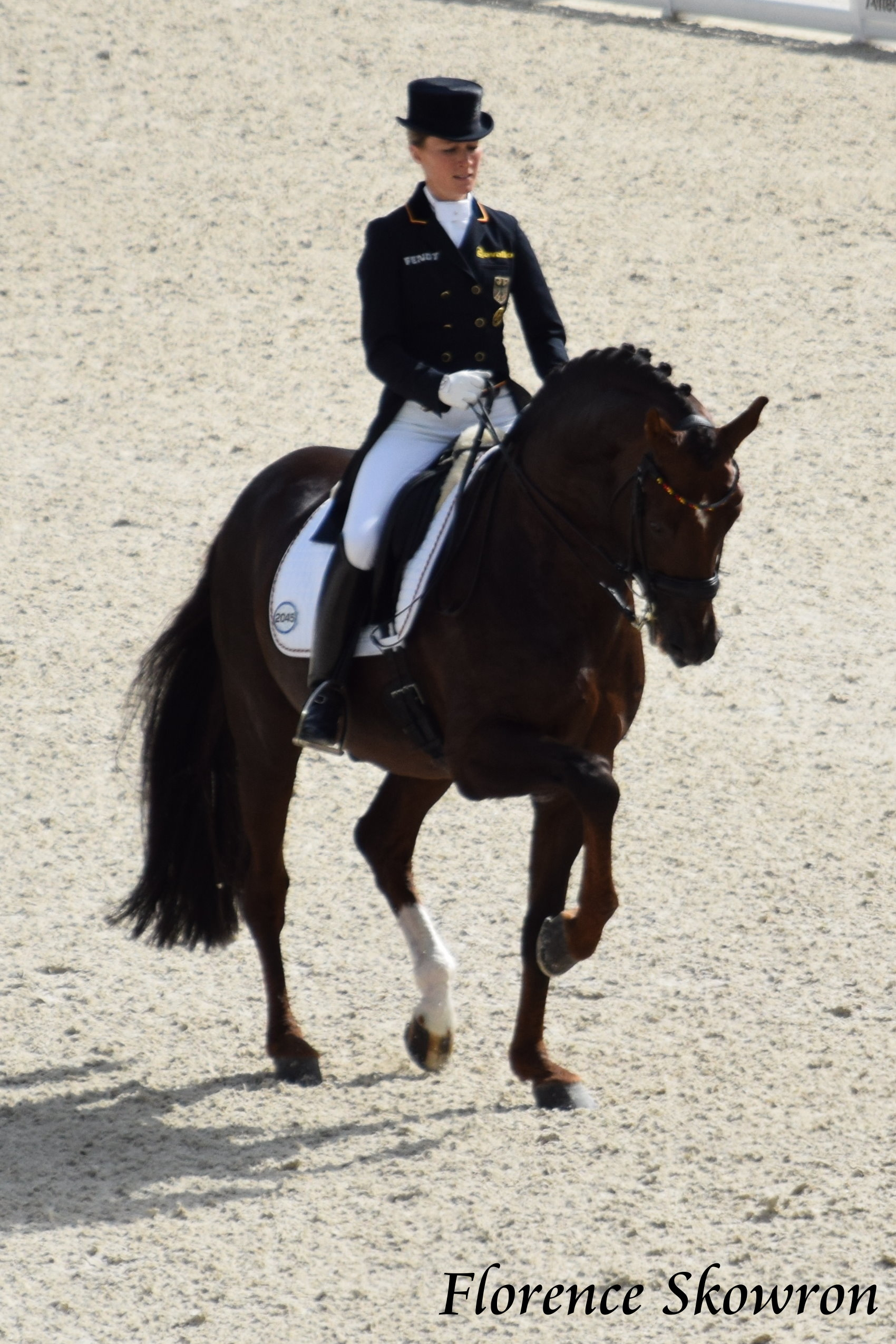
Damon Hill aux Jeux équestres mondiaux de 2014 en Normandie.

- 2005 : champion du monde des 5 ans à Verden, avec Helen Langehanenberg. Originellement, c'est Ingrid Klimke qui devait le monter, mais Helen Langehanenberg l'a remplacée en raison d'une blessure à l'épaule[5].
- 2006 : champion du monde des 6 ans à Verden, avec Ingrid Klimke
- 2012 : Médaille de bronze du Grand Prix de dressage et médaille d'argent de la discipline par équipes, avec Helen Langehanenberg[2].
- 2014 : Médaille  d'or par équipes et médaille d'argent en individuel aux Jeux équestres mondiaux[8],[2]

## Origines
Damon Hill est un fils de l'étalon Donnerhall et de la jument Romanze, par Rubinstein I.
| Origines de Damon Hill                           | Origines de Damon Hill          | Origines de Damon Hill          | Origines de Damon Hill |
| ------------------------------------------------ | ------------------------------- | ------------------------------- | ---------------------- |
| Père Donnerhall 1981 - Oldenbourg Alezan, 1,72 m | Donnerwetter 1977 - Hanovrien   | Disput 1967, Hanovrien          | Diskant                |
| Père Donnerhall 1981 - Oldenbourg Alezan, 1,72 m | Donnerwetter 1977 - Hanovrien   | Disput 1967, Hanovrien          | Anselmaerchen          |
| Père Donnerhall 1981 - Oldenbourg Alezan, 1,72 m | Donnerwetter 1977 - Hanovrien   | Melli 1972, Hanovrien           | Matador                |
| Père Donnerhall 1981 - Oldenbourg Alezan, 1,72 m | Donnerwetter 1977 - Hanovrien   | Melli 1972, Hanovrien           | Lilli                  |
| Père Donnerhall 1981 - Oldenbourg Alezan, 1,72 m | Ninette 1976 - Oldenbourg       | Markus 1963 Oldenbourg          | Manolete               |
| Père Donnerhall 1981 - Oldenbourg Alezan, 1,72 m | Ninette 1976 - Oldenbourg       | Markus 1963 Oldenbourg          | Harine                 |
| Père Donnerhall 1981 - Oldenbourg Alezan, 1,72 m | Ninette 1976 - Oldenbourg       | Negola 1966 , Oldenbourg        | Carnot                 |
| Père Donnerhall 1981 - Oldenbourg Alezan, 1,72 m | Ninette 1976 - Oldenbourg       | Negola 1966 , Oldenbourg        | Negera III             |
| Mère Romanze 1995 - Westphalien Bai foncé        | Rubinstein I 1986 - Westphalien | Rosenkavalier 1980, Westphalien | Romadour II            |
| Mère Romanze 1995 - Westphalien Bai foncé        | Rubinstein I 1986 - Westphalien | Rosenkavalier 1980, Westphalien | Diva                   |
| Mère Romanze 1995 - Westphalien Bai foncé        | Rubinstein I 1986 - Westphalien | Antine 1972, Westphalien        | Angelo                 |
| Mère Romanze 1995 - Westphalien Bai foncé        | Rubinstein I 1986 - Westphalien | Antine 1972, Westphalien        | Dodona                 |
| Mère Romanze 1995 - Westphalien Bai foncé        | Pia 1988 - Westphalien          | Parademarsch I 1984 Westphalien | Paradox I              |
| Mère Romanze 1995 - Westphalien Bai foncé        | Pia 1988 - Westphalien          | Parademarsch I 1984 Westphalien | Dahlie                 |
| Mère Romanze 1995 - Westphalien Bai foncé        | Pia 1988 - Westphalien          | Diana 1981 Westphalien          | Disco-Star             |
| Mère Romanze 1995 - Westphalien Bai foncé        | Pia 1988 - Westphalien          | Diana 1981 Westphalien          | Fée                    |